# Donald Kalpokas
Donald Masike'Vanua Kalpokas (23 de agosto de 1943 - 20 março de 2019) foi um político e diplomata de Vanuatu que serviu duas vezes como primeiro-ministro de Vanuatu.

## Biografia
Kalpokas nasceu na ilha de Éfaté. Junto com Walter Lini, ele fundou o Vanua'aku Pati. Esse partido político promoveu o socialismo, além de apoiar e promover a independência política de Vanuatu. Em 1983, Kalpokas se tornou Ministro das Relações Exteriores de Vanuatu, mas perdeu seu cargo depois de alguns meses. Ele se tornou ministro das Relações Exteriores novamente em 1987 e permaneceu neste cargo por um mandato completo de quatro anos.
Em 6 de setembro de 1991, Kalpokas e outros membros do Vanua'aku Pati desertaram do governo de Lini e apoiaram um voto de não-confiança contra ele. Kalpokas tornou-se primeiro ministro interino até as próximas eleições parlamentares. As eleições resultaram na união da oposição dos partidos moderados, assumindo o controle do governo, e Kalpokas deixou o cargo em 16 de dezembro de 1991.
Em março de 1998, após as eleições parlamentares, que resultaram em ganhos para o Vanua'aku Pati e o Partido Nacional Unido de Lini, Kalpokas e Lini formaram um governo de coalizão. Kalpokas assumiu o cargo de primeiro-ministro novamente em 30 de março de 1998. Ele também se tornou ministro das Relações Exteriores pela terceira vez, mas logo desistiu de seu cargo. O governo entrou em colapso em novembro de 1999, quando Kalpokas renunciou ao cargo de primeiro-ministro para impedir um voto de não-confiança.
Em 2001, depois de quase uma década como líder dos Vanua'aku Pati, Kalpokas desistiu da liderança do partido. Ele atuou como Presidente do Parlamento de maio de 2001 a maio de 2002. Em agosto de 2004, ele foi candidato a Presidente de Vanuatu e recebeu 26 votos no primeiro turno, mas depois retirou-se quando ficou claro que não seria capaz de ganhar apoio suficiente.
Em novembro de 2007, foi nomeado Representante Permanente de Vanuatu junto às Nações Unidas.
Kalpokas morreu em 20 de março de 2019, com 75 anos de idade.